# Црква Свете Петке у Губетину
Црква Свете Петке у Губетину, насељеном месту на територији града Прокупље, припада Епархији нишкој Српске православне цркве. Подигнута је 1890. и посвећена је Светој Петки.
Црква се налази на десној страни Топлице крај потока и пута, који води од Прокупља западно уз Топлицу. Како 1895. године сведочи наш путописац Тихомир Ђорђевић „Поред Топлице је подигнут овај храм на темељима старе цркве око 1890. године и освећен 1891. године”. Дужина цркве са олтарском апсидом је 13m, а ширина 4,5m.